# جامعة طبرق
جامعة طبرق (بالإنجليزية Tobruk University)، جامعة ليبية حكومية، بدأت الجامعة كفرع من جامعة عمر المختار سنة 1991 بثلاث أقسام هي: قسم التنمية والتخطيط، قسم علم الاجتماع والخدمة الاجتماعية، قسم علم النفس  .في عام 2016 تأسست الجامعة تحت اسم (جامعة طبرق) وأصبحت جامعة مستقلة إداريا وماليا.

## كليات الجامعة
تضم جامعة طبرق الكليات التالية: 
- كليّة الطب البشـري.
- كليّة طب وجراحة الأسنان.
- كليّة التمريــض.
- كليّة العلـوم.
- كليّة الآداب.
- كليّة الهندسـة.
- كليّة الصيدلة.
- كليّة طب البيطـري.
- كليّة الصحة العامة.
- كليّة الاقتصاد والعلوم السياسية.
- كليّة التربية.
- كليّة تقنية المعلومات.
- كليّة الزراعة.
- كليّة الحقــوق.
- كليّة الآثار والسياحة.
- كليّة علوم البيئة.
- كليّة اللغـات.
- كليّة التربية البدنيـة.

## روابط خارجية
- الموقع الرسمي لجامعة طبرق